# Jurij Hołub
Jurij Jurijowycz Hołub (ukr. Юрій Юрійович Голуб; ur. 25 lutego 1983) – ukraiński, a od 2016 roku izraelski zapaśnik startujący w stylu wolnym. Zajął 24 miejsce na mistrzostwach świata w 2017. Czwarty na mistrzostwach Europy w 2002. Czwarty w Pucharze Świata w 2005. Trzeci na MŚ juniorów w 2001 i 2003 roku.